# Physotarsus eliethi
Physotarsus eliethi är en stekelart som beskrevs av Ian D. Gauld 1997. Physotarsus eliethi ingår i släktet Physotarsus och familjen brokparasitsteklar. Inga underarter finns listade i Catalogue of Life.